# 렘비시

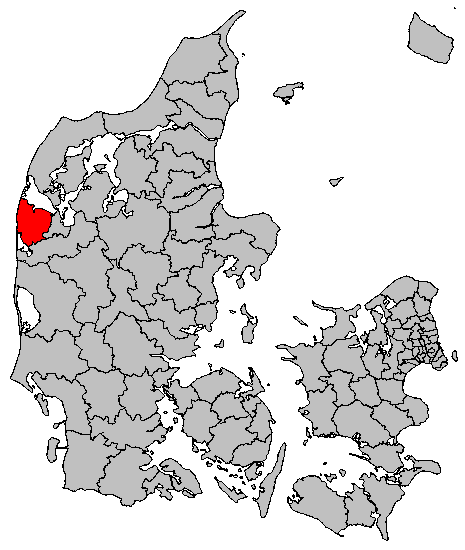
렘비 시의 위치

렘비시(덴마크어: Lemvig Kommune)는 덴마크 중앙윌란 지역에 위치한 지방 자치체로 행정 중심지는 렘비이며 면적은 516.63km2, 인구는 20,657명(2015년 1월 1일 기준)이다. 윌란반도 서부 연안에 위치한다.